# Коста Трандафилов
Коста Анастасов Трандафилов е български актьор и режисьор.

## Биография
Роден е във Варна на 6 август 1900 г. Баща му е учителят от Охрид Анастас Трандафилов, а негов брат е актьорът Владимир Трандафилов. Средното си образование завършва във Варненската мъжка гимназия. Участва в любителски театрални представления. През 1918 – 1919 г. е актьор в Драматично-оперетната дружба във Варна. След това в Старозагорски читалищен театър, Драматичния театър във Варна и Работническия театър в Перник. През 1926 – 1927 г. специализира актьорско майсторство във Виена. След завръщането си в България е актьор в театрите в Русе, Добрич, Враца, „Петър Стойчев“, Плевенски областен театър, Южнобългарски театър, Хасково, Плевен, „Трудов фронт“. Участва в радиотеатъра. Почива на 28 октомври 1963 г. в Плевен.

## Роли
Коста Трандафилов играе множество роли, по-значимите са:
- Отец Иван, Гаврил – „Иванко“ от Васил Друмев
- Найден, Добри – „Майстори“ от Рачо Стоянов
- Нягул – „Албена“ от Йордан Йовков
- Юрталана – „Снаха“ от Георги Караславов
- Фон Валтер – „Коварство и любов“ от Фридрих Шилер
- Каренин – „Живият труп“ от Лев Толстой
- Малволио – „Дванайсета нощ“ от Уилям Шекспир[1]